# 434 (číslo)
Čtyři sta třicet čtyři je přirozené číslo. Následuje po číslu čtyři sta třicet tři a předchází číslu čtyři sta třicet pět. Římskými číslicemi se zapisuje CDXXXIV a řeckými číslicemi υλδ.

## Matematika
434 je:
- Deficientní číslo
- Složené číslo
- Nešťastné číslo

## Astronomie
- (434) Hungaria je planetka hlavního pásu, kterou objevil v roce 1898 Max Wolf

## Roky
- 434
- 434 př. n. l.